# Гротте
Гротте, Ґротте (італ. Grotte, сиц. Grutti) — муніципалітет в Італії, у регіоні Сицилія,  провінція Агрідженто.
Гротте розташоване на відстані близько 510 км на південь від Рима, 85 км на південь від Палермо, 14 км на північний схід від Агрідженто.
Населення — 5801 особа (2014).
Щорічний фестиваль відбувається 14 листопада. Покровителька — свята Венера.

## Демографія
Населення за роками:

Станом на 1 січня 2023 року в муніципалітеті офіційно проживало 120 іноземців з 22 країн, серед них 50 громадян країн Євросоюзу та 1 громадянин України.

## Сусідні муніципалітети
- Арагона
- Кампофранко
- Комітіні
- Фавара
- Мілена
- Ракальмуто